# Aleksander Lasoń
Aleksander Lasoń (ur. 10 listopada 1951 w Siemianowicach Śląskich) – polski kompozytor, pianista, dyrygent i pedagog.

## Życiorys
Ukończył z wyróżnieniem studia kompozytorskie w Państwowej Wyższej Szkole Muzycznej w Katowicach w klasie Józefa Świdra. Studia uzupełniał na kursach, m.in. w Burgasie u Tona de Leeuwa, Marina Goleminowa i Andreia Eshpaia, w latach 1984 i 1988 brał udział w Międzynarodowych Wakacyjnych Kursach Nowej Muzyki w Darmstadt.
Początkowo działał jako pianista-improwizator (w 1972 roku został laureatem IV Konkursu Improwizacji Fortepianowej w Gdańsku), po czym poświęcił się przede wszystkim komponowaniu, a także dyrygenturze. Za swoją twórczość otrzymał szereg znaczących nagród, do najważniejszych należą, m.in.: Nagroda im. Beethovena Miasta Bonn za II Symfonię „Koncertującą” na fortepian i orkiestrę (1980), trzykrotnie uzyskał wysokie lokaty na Międzynarodowej Trybunie Kompozytorów UNESCO w Paryżu – za I Symfonię (najwyższa punktacja i I lokata w 1980), za II Kwartet smyczkowy oraz Concerto festivo na skrzypce i orkiestrę (wyróżnienie w 1988 i w 1997), dwukrotnie nagrodę-stypendium Witolda Lutosławskiego (1987 i 1989), laureat Nagrody Artystycznej Młodych im. Stanisława Wyspiańskiego (1986), Nagrodę–stypendium „Exclusiv” wydawnictwa muzycznego „TONOS Music Publishers” w Darmstadt (1988/1989), Nagrodę Związku Kompozytorów Polskich za wybitne osiągnięcia kompozytorskie oraz działalność wykonawczą w dziedzinie nowej muzyki (2002), dwukrotnie Nominację do Nagrody Mediów Publicznych OPUS za VII Kwartet smyczkowy (2008) i „Called Back” (2009), i wiele innych nagród.
Obok pracy twórczej od 1975 roku prowadził również działalność pedagogiczną. W styczniu 2000 roku otrzymał tytuł profesora sztuk muzycznych, wykładał na Wydziale Artystycznym Uniwersytetu Śląskiego w Cieszynie i w Akademii Muzycznej w Katowicach. Od 1996 był dyrygentem Orkiestry Muzyki Nowej, założonej z jego inicjatywy przy Akademii Muzycznej w Katowicach, której celem jest popularyzacja muzyki najnowszej i klasyki XX w.
W latach 1986–1989 był wiceprezesem Polskiego Towarzystwa Muzyki Współczesnej w Warszawie (polskiej sekcji ISCM), a w latach 1990–1993 – prezesem Oddziału Związku Kompozytorów Polskich w Katowicach. Jego utwory opublikowane są w Polskim Wydawnictwie Muzycznym w Krakowie, Wydawnictwie Muzycznym Euterpe w Krakowie oraz w wydawnictwie „TONOS Music Publishers” w Darmstadt.
Aleksander Lasoń tworzył wraz z Eugeniuszem Knapikiem i Andrzejem Krzanowskim grupę kompozytorów określaną ze względu na rok urodzenia jako „Pokolenie ’51”. Wszyscy trzej debiutowali na festiwalu „Młodzi Muzycy Młodemu Miastu” w Stalowej Woli, który odegrał ważną rolę w rozwoju polskiej muzyki II połowy lat siedemdziesiątych. Tutaj skrystalizowało się artystyczne oblicze nowej generacji twórczej. Jej głównymi przedstawicielami stali się Lasoń, Knapik i Krzanowski. Ich wspólnym przesłaniem był sprzeciw wobec awangardy lat pięćdziesiątych oraz sześćdziesiątych i twórcze nawiązanie do tradycji, lecz w nowy, indywidualny i oryginalny sposób. W latach 1975–1980 w Stalowej Woli odbyło się jedenaście prawykonań utworów kompozytorów „Pokolenia ’51”, zwanego też „pokoleniem Stalowowolskim”. Aleksander Lasoń prezentował po raz pierwszy na festiwalu „Młodzi Muzycy Młodemu Miastu” następujące, swoje utwory: Sonata na skrzypce solo (1975), „Muzyka u Szekspira” na dowolny głos i taśmę magnetofonową (1975), Koncert na fortepian improwizujący i trzy taśmy magnetofonowe (1975), Muzyka kameralna nr 2 na fortepian i instrumenty dęte blaszane (1976) i Muzyka kameralna nr 3 na instrumenty dęte, perkusję i fortepian (1978).
Spośród „Pokolenia ’51” Lasoń był bodaj najmniej uwikłany w dyskusje ideowe. Komponowanie traktował zawsze przede wszystkim jako zadanie warsztatowe, muzykę zaś jako spontaniczną grę instrumentalnego żywiołu, co wiąże się zapewne z jego praktyką pianisty – improwizatora. Jego wczesne kompozycje cechuje witalność, bogata kolorystyka brzmienia i nastrój pełen optymizmu. Z upływem czasu muzyka Lasonia nabiera coraz większej głębi ekspresyjnej, brzmienie staje się ciemniejsze, dynamika potężnieje. Wciąż jednak preferuje muzykę czystą, absolutną.
Jak pisze Elżbieta Widłak w folderze PWM-u (wybrane fragmenty): „Droga jaką obrał kompozytor (i jego rówieśnicy) stanowiła, pod względem estetycznym i stylistycznym, kontrpropozycję w stosunku do założeń grupy poprzedników, zwanych nadal awangardą, mimo widocznych już odstępstw od przyjętych dogmatów. Zdecydowaną i wyraziście określoną już w pierwszych kompozycjach osobowość twórczą Lasonia cechowały: rozmach, żywiołowość i bogactwo materiału muzycznego, w którym dominującą rolę odgrywała harmonika, będąca zarazem elementem formotwórczym. Charakterystyczny typ ekspresji uzyskany za pomocą nieregularnej rytmiki, migotliwej, melizmatycznej melodyki i napięć harmonicznych, powstających w wyniku śmiałego łączenia eufonicznych współbrzmień, ulegał stopniowo coraz większej koncentracji wyrazowej. [...] Muzyka Lasonia zachowuje jednorodny charakter, a jej cechą jest raczej nadmiar, niż niedostatek inwencji twórczej – nadmiar, nad którym wszakże kompozytor doskonale panuje. To swoiste „embarras de richesse”, to nie tylko nie nużące, ale wręcz frapujące i niejednokrotnie przyjemne dla ucha muzyczne meandry, przez które kompozytor przeprowadza swych słuchaczy”.
Ma syna Krzysztofa, skrzypka. 

## Ważniejsze kompozycje
- Sonata na skrzypce i fortepian (1970-71),
- Pieśni na sopran i fortepian (1973),
- Impresje na fortepian i orkiestrę (1974),
- Muzyka kameralna nr 1 „Stalowowolska” [wersja I] na fortepian i kwartet smyczkowy (1974-78),
- Symfonia nr 1 na instrumenty dęte, perkusję i dwa fortepiany (1975),
- Sonata na skrzypce solo nr 1 (1975),
- Muzyka u Szekspira na baryton i taśmę magnetofonową (1975),
- Muzyka kameralna nr 2 na fortepian, 2 rogi, trąbkę, 2 puzony i tubę (1976),
- Koncert na fortepian i 3 taśmy magnetofonowe (1976),
- Muzyka w czterech częściach na kontrabas i fortepian (1977),
- Symfonia nr 2 „Koncertująca” na fortepian i orkiestrę (1977-79),
- Muzyka kameralna nr 3 na instrumenty dęte, perkusję i fortepian (1978),
- Góry na orkiestrę symfoniczną (1979-80),
- Kwartet smyczkowy nr 1 (1979-80),
- Kwintet dęty „Wiosenny” (1980-81),
- Muzyka kameralna nr 5 „Cztery pory roku” na klarnet, puzon, fortepian i smyczki (1981),
- Trzy pieśni do słów Kazimiery Iłłakowiczówny na alt, obój, skrzypce, wiolonczelę i fortepian (1983),
- Sonata na skrzypce solo nr 2 (1983-84),
- Concerto „Pablo Casals in memoriam” na wiolonczelę i orkiestrę (1985),
- Concertino w dwóch częściach na skrzypce i fortepian (1986),
- Kwartet smyczkowy nr 2(1987),
- Katedra na orkiestrę symfoniczną (1987-89),
- Kwartet smyczkowy nr 3 (1992-93),
- Hymn i aria na orkiestrę smyczkową (1993),
- Concerto festivo na skrzypce i orkiestrę (1993-95),
- Relief dla Andrzeja na kwartet smyczkowy (1995),
- Symfonia nr 3 „1999” na chór i orkiestrę (1996-97),
- Credo na orkiestrę symfoniczną (1997),
- „2 plus 2" dla Witolda na skrzypce, wiolonczelę i 2 fortepiany (1997),
- „20 dla 4" na kwartet smyczkowy (1998),
- Musica Sacra – Sanctus na cztery głosy męskie, organy i orkiestrę smyczkową (1998),
- Fanfary „50” na zespół kameralny (1999-2000),
- Muzyka kameralna nr 6 „Saxophonium” na kwartet saksofonowy i perkusję (2000),
- Kwartet smyczkowy nr 4 „Tarnogórski” (2000),
- A Little Book na klarnet i smyczki (2001),
- Canto – „Dharma” [wersja I] na wiolonczelę i smyczki (2001),
- Canto – „Dharma” [wersja II] na wiolonczelę i fortepian (2002),
- Suibusium felix na dwoje skrzypiec i orkiestrę smyczkową (2002),
- „La Danza a Tre” na klarnet, klarnet basowy, skrzypce i fortepian (2003),
- Kwartet smyczkowy nr 5 (2004),
- „Sinfonia concertante” na gitarę i orkiestrę kameralną (2004),
- Kwartet smyczkowy nr 6 (2005),
- Benedictus na chór mieszany a’cappella (2005),
- „AUKSO”na orkiestrę smyczkową (2006),
- „SATJA” IV Symfonia na orkiestrę (2006-2007),
- Kwartet smyczkowy nr 7 (2007),
- „Deciso e affettuoso” na wiolonczelę solo (2007),
- „CALLED BACK” Sacrificial Chanting and Playing to ANNA, na głosy śpiewane i orkiestrę smyczkową (2008),
- „hyMMny” na orkiestrę symfoniczną (2009-2010).
- „Dla Ciebie Oni Śpiewaja i Tańczą” Kwartet Smyczkowy nr 8 (2011-12)
- „Laetatus sum – Gorczycki in memoriam” na orkiestrę kameralną (2013-2014)
- TAO. V Symfonia „concertante” na orkiestrę (2014-2016)